# Roche-lob

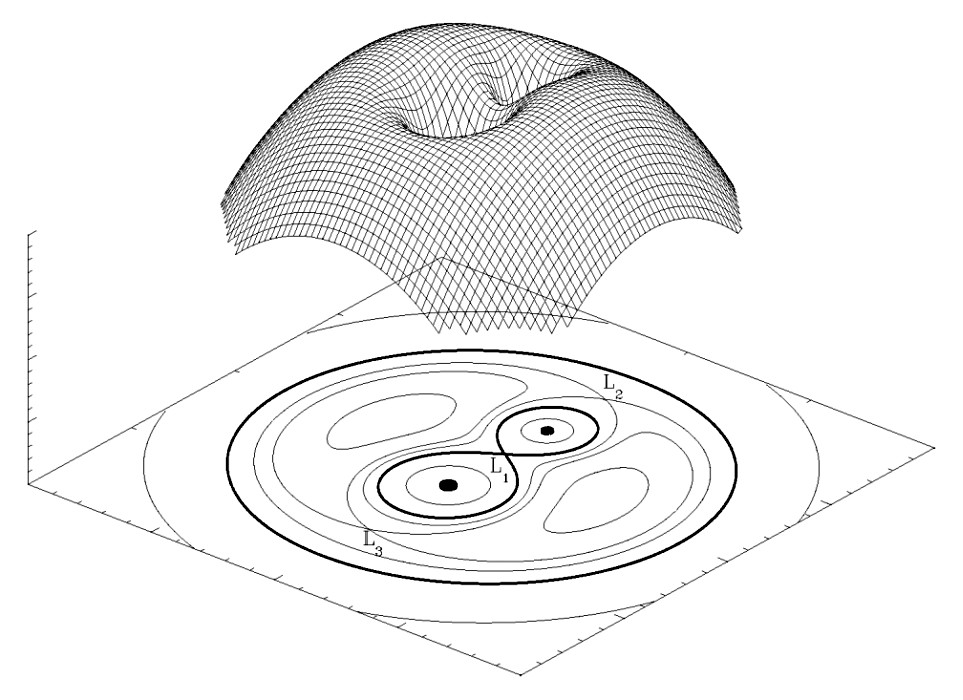
Roche-potential kring stjärnor med massaförhållande 1:2; Roche-loberna ligger mellan Lagrangepunkterna.

Roche-lob är ett område i rymden runt varje komponent av en dubbelstjärna, där material är bundet till den närmaste stjärnan. Om en av stjärnorna i ett trångt system expanderar så att dess Roche-lob fylls, kommer ytterligare expansion att leda till att materia strömmar över till den andra stjärnan - oftast via en ackretionsskiva. Detta kan få dramatiska konsekvenser för mottagarens utveckling.
De två loberna begränsas av en kritisk gravitationell potentialyta, som möts i den s.k. inre Lagrangepunkten, L1, genom vilken materieströmmen går. Roche-loben har fått sitt namn efter den franske matematikern och astronomen Édouard Roche.